# Giou-de-Mamou
Giou-de-Mamou é uma comuna francesa na região administrativa de Auvérnia-Ródano-Alpes, no departamento de Cantal. Estende-se por uma área de 14,1 km². Em 2010 a comuna tinha 795 habitantes (densidade: 56,4 hab./km²).